# Cernița
Cernița è un comune della Moldavia situato nel distretto di Florești di 1.098 abitanti al censimento del 2004.